# National Defense Research Committee
El Comité de Investigación de la Defensa Nacional (NDRC por las siglas de su nombre original en inglés: National Defense Research Committee) fue una organización creada "para coordinar, supervisar y realizar investigaciones científicas sobre los problemas subyacentes al desarrollo, producción y uso de mecanismos y dispositivos de guerra" en los Estados Unidos. Operó desde el 27 de junio de 1940 hasta el 28 de junio de 1941, cuando fue reemplazado por el Oficina de Investigación y Desarrollo  Científico (OSRD por las siglas de su nombre original en inglés: Office of Scientific Research and Development) en 1941, quedando reducido a una mera organización asesora hasta que finalmente fue cancelado en 1947.
La mayor parte de su trabajo se realizó en el más estricto secreto, iniciando la investigación de las que se convertirían en algunas de las tecnologías más importantes durante la Segunda Guerra Mundial, incluidos el radar y el arma nuclear.

## Organización
La NDRC se creó como parte del Consejo de Defensa Nacional, que se creó en 1916 para coordinar la industria y los recursos con fines de seguridad nacional, por orden del Presidente Franklin D. Roosevelt el 27 de junio de 1940. Vannevar Bush, el director de la Institución Carnegie, había presionado para la creación de la NDRC porque había experimentado durante la Primera Guerra Mundial la falta de cooperación entre los científicos civiles y los militares. Bush logró reunirse con el presidente el 12 de junio de 1940 y tomó una hoja de papel que describía la agencia propuesta. Roosevelt lo aprobó en diez minutos. Los funcionarios del gobierno entonces se quejaron de que Bush estaba tratando de aumentar su autoridad y de pasarlos por alto, quien luego admitió que:
Hubo quienes se quejaron de que la acción de establecer la NDRC fue un propósito, un intento por el que una pequeña compañía de científicos e ingenieros, actuando fuera de los canales establecidos, se apoderaba de la autoridad y el dinero para el programa de desarrollo de nuevas armas. De hecho, eso es exactamente lo que era. (Bush, 1970, pág. 31–32)
En su carta del 15 de junio que nombró a Bush como jefe del comité, Roosevelt destacó que la NDRC no debía reemplazar el trabajo de investigación realizado por el Ejército y la Armada en sus propios laboratorios o mediante contratos de la industria, sino más bien "complementar esta actividad al ampliar la base de investigación y captar la ayuda de los científicos que pudieran contribuir de manera efectiva a la mejora más rápida de dispositivos importantes, y por el estudio determinar dónde se pueden emplear de manera útil los nuevos esfuerzos en nuevos instrumentos". (Citado en Stewart 1948, pág. 8).
La NDRC fue administrada por ocho miembros, uno de los cuales fue el presidente y dos de los cuales fueron nombrados automáticamente en virtud de sus cargos, como el presidente de la Academia Nacional de Ciencias de Estados Unidos y el Comisionado de Patentes. Un miembro fue designado por el Secretario de Guerra y otro por el Secretario de la Armada; los otros cuatro miembros fueron nombrados sin hacer referencia a otras oficinas. Los ocho miembros originales de la NDRC fueron: Vannevar Bush, Presidente de la Institución Carnegie (Presidente); Contraalmirante Harold G. Bowen, Sr.; Conway P. Coe, Comisionado de Patentes; Karl Taylor Compton, Presidente del Instituto de Tecnología de Massachusetts; James Bryant Conant, Presidente de la Universidad de Harvard; Frank B. Jewett, Presidente de la Academia Nacional de Ciencias y Presidente de Bell Labs; el General de Brigada George V. Strong; y Richard Tolman, profesor de química física y física matemática en Instituto de Tecnología de California. Strong fue sucedido por el general de brigada R.C. Moore el 17 de enero de 1941. Durante su primera reunión el 2 de julio, la NDRC eligió a Tolman como su Vicepresidente y nombró a Irvin Stewart como su Secretario.
Los miembros de la NDRC se reunieron aproximadamente una vez al mes hasta septiembre de 1942, después de lo cual se reunieron semanalmente o quincenalmente hasta el final de la guerra con Alemania, después de lo cual se reunieron de manera irregular.

## Investigación de la NDRC
Bajo la presidencia de Bush, la NDRC creó nuevos laboratorios, incluido el Laboratorio de Radiación del Instituto Tecnológico de Massachusetts, que contribuyó al desarrollo del radar, y el Centro de Guerra Submarina Naval en New London, Connecticut, que desarrolló el sonar. El primero se convirtió en la actividad individual más grande de la NDRC. En el año de su existencia autónoma, la NDRC recibió aproximadamente 6.500.000 dólares (de los 10.000.000 solicitados) para investigación.
El proyecto más importante de la NDRC finalmente se convirtió en el Proyecto Manhattan, el proyecto a gran escala para producir armas nucleares por los Estados Unidos. Se estableció un Comité Asesor del Uranio para considerar la viabilidad de una bomba atómica como parte del Instituto Nacional de Estándares y Tecnología durante 1939, como resultado de la carta Einstein-Szilárd, pero no había logrado un progreso significativo. En la carta de Roosevelt del 15 de junio, se le indicó que informara a la NDRC y a Bush, estableciendo la cadena de mando que luego resultaría en el proyecto de la bomba a gran escala. Durante junio de 1940, Bush reorganizó el Comité del Uranio en un cuerpo científico y eliminó la membresía militar. La NDRC, que ya no estaba en deuda con los militares para obtener fondos, tenía un mayor acceso al dinero para la investigación nuclear. Sin embargo, hubo poca actividad hasta que los hallazgos del Comité MAUD británico se presentaron en 1941.

## Creación de la OSRD
Las crecientes hostilidades en Europa provocan el deseo de crear una nueva organización que sustituyera a la NDRC y remediase algunos de los problemas a los que se enfrentó la NDRC, en particular el convertir la investigación científica en tecnología militar utilizable ("desarrollos"), un mayor enlace entre las diferentes partes de investigaciones militares y civiles en diferentes agencias gubernamentales, y la creación de un sistema para financiar la sanidad militar. Por insistencia de Bush, Roosevelt emitió la Orden Ejecutiva No. 8807 el 28 de junio de 1941, que estableció la Oficina de Investigación y Desarrollo  Científico. Técnicamente, la NDRC aún existía después de la creación de la OSRD, pero su autoridad se había reducido notablemente, pasando de ser capaz de financiar la investigación a convertirse en un simple órgano asesor de la OSRD. La NDRC dejó de existir oficialmente después de su última reunión el 20 de enero de 1947.
Cuando la NDRC se convirtió en la OSRD, la membresía y la estructura del comité se reorganizaron. Los miembros de la NDRC que pasaron a la OSRD fueron Conant (Presidente), Tolman (Vicepresidente), Adams, Compton y Jewett, junto con el Comisionado de Patentes (Coe hasta septiembre de 1945, y luego Casper W. Ooms), y los representantes del Ejército y la Marina (que cambiaban periódicamente). La Comisión del Uranio se reorganizó como la Sección S-1 y dejó de ser parte de la jurisdicción de la NDRC en diciembre de 1941.

## Selección de proyectos
La NDRC financió la investigación de cientos de proyectos diferentes en distintos centros educativos e industriales de todo el país. Algunos de los que más destacados incluyen:
- Investigación sobre el arma nuclear (más tarde se convertiría en el Proyecto Manhattan)
- DUKW (vehículo anfibio)
- Proyecto Pigeon
- Espoleta de proximidad
- Radar (en el Laboratorio de Radiación del Instituto Tecnológico de  Massachusetts)

## Organización de la investigación
La organización de la investigación de la NDRC cambió constantemente durante su único año de existencia autónoma. A principios de junio de 1941, poco antes de que fuera reemplazada por la OSRD, su organización era la siguiente:
- División A (Blindaje y Artillería) Richard Tolman, Presidente; Charles Christian Lauritsen, Vicepresidente.
  - Sección B (Defensa estructural)
  - Sección H (Investigaciones sobre Propulsión)
  - Sección S (Balística Terminal)
  - Sección T (Espoleta de proximidad)
  - Sección E (Cohetes y proyectiles guiados)
- División B (Bombas, combustibles, gases, problemas químicos) James Bryant Conant, Presidente
  - Productos sintéticos Roger Adams, Vicepresidente
    - Sección A-1 (Explosivos)
    - Sección A-2 (Orgánicos Sintéticos)
    - Sección A-3 (Detección de agentes persistentes)
    - Sección A-4 (Toxicidad)

  - Productos químicos físicos W.K. Lewis, Vicepresidente
    - Sección L-1 (Aerosoles)
    - Sección L-2 (Recubrimientos Protectores)
    - Sección L-3 (Productos Inorgánicos Especiales)
    - Sección L-4 (Nitrocelulosa)
    - Sección L-5 (Removedores de pintura)
    - Sección L-6 (Óxidos superiores)
    - Sección L-7 (Almacenamiento de oxígeno)
    - Sección L-8 (Secado con gas)
    - Sección L-9 (Problemas metalúrgicos)
    - Sección L-10 (Eliminación del escape)
    - Sección L-11 (Absorbentes)
    - Sección L-12 (Oxígeno para Aviones)
    - Sección L-13 (Fluidos hidráulicos)

  - Productos químicos diversos
    - Sección C-1 (Combustibles para vehículos; problemas especiales)
    - Sección C-2 (Pirotecnia)
    - Sección C-3 (Problemas especiales)
- División C (Comunicación y Transporte) Frank B. Jewett, Presidente; C. B. Jolliffe, Hartley Rowe, R. D. Booth y J. T. Tate, Vicepresidentes.
  - Sección C-1 (Comunicaciones)
  - Sección C-2 (Transporte)
  - Sección C-3 (Equipo mecánico y eléctrico)
  - Sección C-4 (Estudios Submarinos)
  - Sección C-5 (Fuentes de sonido)
- División D (Detección, controles, instrumentos) Karl Taylor Compton, Presidente; Alfred L. Loomis, Vicepresidente.
  - Sección D-1 (Detección)
  - Sección D-2 (Controles)
  - Sección D-3 (Instrumentos)
  - Sección D-4 (Radiación de Calor)
- División E (Patentes e Invenciones) Conway P. Coe, Presidente.

El Comité del Uranio, presidido por Lyman Briggs, informaba directamente al Presidente de la NDRC y, como tal, no aparece en el cuadro anterior.
Tras la reorganización de la NDRC en diciembre de 1942, tuvo las siguientes divisiones:
- División 1 (Investigación en balística), L. H. Adams, Jefe
- División 2 (Defensa estructural y ofensiva / Efectos del impacto y la explosión), John E. Burchard, Jefe (1942–1944), E. Bright Wilson, Jefe (1944–1946)
- División 3 (Proyectiles especiales / Artillería de cohetes), John T. Tate, Jefe (1942–1943), Frederick L. Hovde, Jefe (1943–1946)
- División 4 (Accesorios de artillería), Alexnder Ellett, Jefe
- División 5 (Nuevos Misiles), H. B. Richmond, Jefe (1942–1945), Hugh H. Spencer, Jefe (1945–1946)
- División 6 (Guerra de subsuelo), John T. Tate, Jefe
- División 7 (Control de Fuego), Harold L. Hazen, Chief
- División 8 (Explosivos), George B. Kistiakowsky, Jefe (1942–1944), Ralph A. Connor, Jefe (1944–1946)
- División 9 (Química), Walter R. Kirner, Jefe
- División 10 (Absorbentes y aerosoles), W. A. Noyes, Jr., Jefe
- División 11 (Ingeniería química), R. P. Russell, Jefe (1942–1943), E. P. Stevenson, Jefe (1943–1945), H. M. Chadwell, Jefe (1945–1946)
- División 12 (Desarrollo del transporte), Hartley Rowe, Jefe
- División 13 (Comunicación eléctrica), C. B. Jolliffe, Jefe (1942–1944), Haraden Pratt, Jefe (1944–1945)
- División 14 (Radar), Alfred L. Loomis, Jefe
- División 15 (Coordinación de Radio), C. G. Suits, Jefe
- División 16 (Óptica), George R. Harrison, Jefe
- División 17 (Física), Paul E. Klopsteg, Jefe (1942–1945), George R. Harrison, Jefe (1945–1946)
- División 18 (Metalurgia de guerra), Clyde Williams, Jefe
- División 19 (Armas Varias), H. M. Chadwell, Jefe
- Consejo de Matemáticas Aplicadas, Warren Weaver, Jefe
- Panel de psicología aplicada, W. S. Hunter, Jefe (1943–1945), Charles W. Bray, Jefe (1945–1946)